# Between Friends (Tamia)
Between Friends è il quarto album in studio della cantante canadese Tamia, pubblicato nel 2006.

## Tracce
1. The Way I Love You – 4:02
2. Happy – 5:11
3. Almost – 3:41
4. Too Grown – 3:55
5. Me – 4:23
6. Can't Get Enough – 3:49
7. Day Dreaming – 3:21
8. Sittin' on the Job – 2:33
9. Last First Kiss – 4:41
10. Why Can't It Be – 3:04
11. When a Woman – 4:18
12. Become Us – 4:44
13. Have to Go Through It (featuring Eric Benét) – 3:49
14. Please Protect My Heart – 3:20
15. Love and I – 5:19